# پارک ملی ماچاخلا
پارک ملی ماچاخلا (به لاتین: Machakhela National Park) یک پارک ملی در گرجستان است که در باتومی واقع شده‌است.